# 宮崎將
宮崎將（1983年6月9日—），日本男演員，東京都出身。妹妹為演員宮崎葵，兄妹曾多次共演。
2010年，以電影《健太與純與加世的國度》獲得高崎電影節最佳男配角獎。

## 戲劇演出
- 註：片名粗體字為主演

### 電影
- 人造天堂（2001年1月20日）主演・田村直樹
- チェーン CHAIN（2003年7月19日）吉岡秀幸
- 理由（2004年12月18日）石田直己
- 在世界的中心呼喊愛情（2004年5月8日）川野
- トーリ「第2話 心の刀」（2004年3月31日）主演・侍
- 天使降臨那天（日语：天使が降りた日）「第5篇 Diaries」（2005年3月5日）青年
- 三億圓懸案之初戀（2006年6月10日）亮
- 我跟踪貓（日语：私は猫ストーカー）（2009年7月4日）
- 健太與純與加世的國度（日语：ケンタとジュンとカヨちゃんの国） （2010年6月12日）カズ
- 鬼太郎之妻（2010年）安井庄治
- 吉祥寺的朝日君（日语：吉祥寺の朝日奈くん）（2011年）
- NINIFUNI（日语：NINIFUNI）（2012年）主演・田中
- 楽隊のうさぎ（2013年12月14日，太秦 / シネマ・シンジケート）
- 正しく生きる（2015年）

### 電視劇
- 淀川長治物語 神戸編 -サイナラ- （1999年11月7日，朝日電視台）淀川敏治
- それぞれの断崖（2000年4 - 6月，東京電視台）八巻満
- 告別 -長距離電話より- （2001年，NHK BS1）小坂勇一（青年時代）
- shin-D Ryo（2001年2月，日本電視台）浅井慎司
- 戀愛星期日（日语：恋する日曜日）（ファーストシリーズ）第7回《夢で逢えたら》（2003年5月18日，BS-TBS ）主演・マコト
- 熱血校園（日语：ヤンキー母校に帰る）（2003年10月 - 12月，TBS電視台）東海林稔
- 理由（日语：理由 (小説)#ドラマW 2004年版）（2004年4月29日，WOWOW）石田直己
- 這裡是本池上署（日语：こちら本池上署）（第4シリーズ）（2004年10月 - 12月，TBS）第4話・内海陽介
- DRAMA COMPLEX劇場 理由（2005年11月8日，日本電視台）石田直己
- 父に奏でるメロディー（2005年11月30日，NHK數位衛星高畫質頻道 ）井上健太
- DRAMA COMPLEX ブラックウィドー未亡人（2005年12月6日，日本電視台）
- NHK晨間劇 芋頭、章魚、南瓜（日语：芋たこなんきん）（2006年 - 2007年，NHK） 信次
- 風の来た道（2007年1月6日，NHK）
- 黒い春（2007年3月21日，WOWOW）三和島篤郎
- 陽炎の辻〜居眠り磐音 江戸双紙〜（2007年9月13日，NHK）第7話・数馬
- 真幌站前多田便利屋（2013年2月8日，東京電視台）第5話
- 彼岸之子（日语：かなたの子#テレビドラマ）（2013年12月，WOWOW）岩渕啓吾

## 音樂錄影帶
- RAG FAIR（日语：RAG FAIR）「ラブラブなカップル フリフリでチュー」（2002年1月）
- aiko「蝶々結び」（2003年4月）
- 高潤荷「ゆびきり」（2004年10月）
- 寶兒「Winter Love」（2006年11月）
- 亞細亞功夫世代「アフターダーク」（2007年11月）

## 書籍
- 宮崎葵與宮崎將合著《不足的和平（たりないピース）》（2006年5月11日發行，小學館）
- 宮崎葵與宮崎將合著《Love，Peace & Green（たりないピース2）》（2007年11月16日發行，小學館）

## 獎項
- 第22回高崎電影節（日语：高崎映画祭） 最優秀助演男優賞（《健太與純與加世的國度（日语：ケンタとジュンとカヨちゃんの国）》）

## 外部連結
- 宮崎將官方網站